# Viso d'angelo
Viso d'angelo è una miniserie televisiva italiana diretta da Eros Puglielli e trasmessa dal 28 ottobre al 18 novembre 2011 su Canale 5.

## Puntate
| nº              | Prima TV         |
| --------------- | ---------------- |
| Prima puntata   | 28 ottobre 2011  |
| Seconda puntata | 4 novembre 2011  |
| Terza puntata   | 11 novembre 2011 |
| Quarta puntata  | 18 novembre 2011 |

### Prima puntata
Un individuo col viso mascherato abborda una prostituta, la porta nel suo rifugio e le fa fare la comunione, poi la uccide, lasciandola su una spiaggia con le mani legate da un rosario. Non è il primo caso di questo genere, perciò viene contattato uno specialista di serial killer: Roberto Parisi, che subito mette a punto un piano per incastrare l'assassino. Un agente sotto copertura deve conquistarsi la fiducia di Ubes Uber, corrotto dall'assassino. L'agente scelto è Marcello Ditri, che a giorni deve sposarsi con Angela Garelli, un'altra agente, ma per un equivoco lei lo uccide mentre sta compiendo una finta rapina col volto coperto. Disperata, Angela finisce nel tunnel della droga. Anche il secondo piano elaborato da Parisi fallisce, ma durante le indagini scopre che le vittime del serial killer avevano alloggiato al Santa Teresa, un centro di accoglienza gestito da Suor Serafina. Roberto decide di fare curare li Angela e per scoprire qualcosa in più. Nel frattempo il serial killer uccide Ubes e un'altra ragazza che frequentava il santa Teresa, Cinzia Forlei, figlia della defunta benefattrice Alberica Forlei che intratteneva una relazione clandestina con Cristian Gianzi, fidanzato della sorella Luisa. Mentre l'ispettore Parisi intreccia una relazione con Fiorenza, un questore, Angela scappa dal centro e si riduce a rubare dentro un'auto per recuperare la droga, e così trova il cellulare usato dall'assassino e il rosario. Scoperta la cosa, Angela tenta di chiamare Parisi ma un'altra ragazza tossica la colpisce per prendere la refurtiva. L'episodio si conclude con le anticipazioni del serial killer.

### Seconda puntata
Dopo aver trovato Angela, l'ispettore Parisi la costringe a far ritorno al Santa Teresa, dove la perpetua del prete, padre John, sembra conoscere l'identità dell'assassino e sembra essere intenzionata a rivolgersi a lui per far uscire il figlio, naziskin, dalla galera.
L'assassino si reca in una villetta e la proprietaria della casa di fronte, andando a controllare, vi scopre un cadavere in avanzato stato di decomposizione, che scopriamo essere la proprietaria della villetta, la  dottoressa  Margherita saltutti , che sarebbe dovuta partire per una missione in Africa tre mesi prima e che prestava servizio al Santa Teresa. Sul comodino accanto al letto c'è una foto della dottoressa con una donna il cui volto è stato cancellato. Scopriamo che la donna è la moglie del sindaco e il questore Maselli la trafuga per non far scoprire qualcosa a lei legato.
Anche Angela viene condotta sul posto e un bambino autistico che vive nella casa di fronte le parla di una macchina rossa arrivata alla villetta la sera dell'omicidio e le dice anche la targa esatta del veicolo. Appena la poliziotta va via  un   naziskin va a minacciare la nonna del bambino.  Suor Serafina e padre John parlano della morte della dottoressa saltutti ,  Parisi e Fiorenza hanno una relazione e la donna è molto gelosa di lui dopo la morte del marito.   La moglie di Maselli, Gloria, cerca di contattare Parisi per dirgli qualcosa di legato al loro passato di amanti, ma lui si nega. Maselli riferisce al poliziotto che era stata proprio Gloria ad avvertire Laura, moglie di Roberto, della loro relazione. Laura, scoperta la cosa, era fuggita ed era caduta in mare, morendo annegata, nonostante Roberto avesse cercato di salvarla. Nel frattempo il serial killer uccide Katia, la ragazza tossica che aveva rubato cellulare e rosario ad Angela, e quindi attira Gloria in una trappola mortale, da cui Roberto non riesce a salvarla. In punto di morte, la donna confessa a Roberto di aver avvertito lei Laura e che Laura aveva scoperto di essere incinta. Sconvolto, Roberto va via e Angela tenta di raggiungerlo per dirgli che ha scoperto che l'auto dell'assassino è quella di padre John, ma Parisi è fuori di sé e dice ad Angela di voler abbandonare l'indagine. L'episodio si conclude con le anticipazioni del serial killer.

### Terza puntata
Roberto è distrutto e vuole lasciare le indagini, con il disappunto di Angela, che scopre Suor Serafina intenta ad autoflagellarsi per far accogliere l'anima della figlia in cielo. La morte della figlia e il motivo per cui la donna tempo prima decise di entrare in chiesa ,  Mentre l'assassino cerca la sua ultima vittima, la polizia interroga la perpetua di padre John, che racconta come il figlio sia in carcere per stupro, e Volpe porta a Parisi un CD su un'indagine che Maselli aveva insabbiato. Dopo una telefonata del serial killer, Parisi apre il CD e scopre che la dottoressa trovata morta nella villetta era la vittima dello stupro commesso dal figlio della perpetua e che la donna nella foto con lei è Miriam ,  la moglie del sindaco Capecci. Dalle intercettazioni telefoniche, si scopre che l'assassino chiamò con il telefono della defunta Cinzia Forlei, la sorella Luisa ripresa ad uscire con Cristian Gianzi. Mandato Volpe a interrogarla, l'agente viene minacciato dal sindaco con una pistola, nel frattempo il serial killer uccide la perpetua con un'antica balestra. Il parroco ne scopre il cadavere sotto il letto e riceve una chiamata dall'assassino, a cui minaccia di rivelare la sua identità alle forze dell'ordine. Nel frattempo Roberto e Angela indagano su Miriam ,  Angela si fa raccontare dalla donna che ebbe una relazione omosessuale con la Saltutti, tuttavia ricevevano minacce da parte dei naziskin del marito e una sera il figlio della perpetua e un suo complice violentano Margherita sotto gli occhi di Miriam ,  avendo troppa paura per restare a vivere con lei , Miriam decise di tornare dal marito,  che con la aiuto del commissario Maselli fece in modo che la cittadina non venisse a conoscenza che sua moglie sia omosessuale e che la cosa farebbe scandalo .  La Garelli scopre anche che è pronta a partire in Argentina con la nuova amante e il figlio al oscuro del Marito,  raccontato tutto a Roberto , i due subiscono un attentato da parte dei naziskin , rientrato a casa per farsi curare   i due finiscono a letto insieme e Roberto le racconta della morte della moglie. Il tutto viene raccontato da una gelosa Fiorenza a Maselli che è ben felice di denunciare Roberto al magistrato. Mentre il figlio della perpetua viene avvertito della morte della madre, il killer uccide anche padre John, che sapeva troppo.  Suor Serafina chiama Angela per dirle che la polizia la sta cercando per arrestarla , Angela esce di casa e incrocia Fiorenza venuta a prenderla  , le consiglia di farsi consegnare alla polizia ma la Garelli prende una pistola e gli spara alle ruote del auto così da non poter dire nulla a maselli .   Il naziskin che stupro Margherita si reca a casa del sindaco per dirle che il figlio della perpetua potrebbe parlare con l'ispettore Parisi,  i due vengono visti in lontananza da Miriam . L'episodio si conclude con le anticipazioni del serial killer. 

### Quarta puntata
Suor Serafina fa nascondere Angela in un rifugio segreto del Santa Teresa perché Maselli vuole farla arrestare e l'unico a conoscenza di questo è Roberto. Nel frattempo il figlio della perpetua viene scarcerato ma è subito ucciso dal sindaco.
Tornato a casa sporco di sangue, l'uomo viene visto da Miriam  che chiama subito Angela per avvertirla. Lei tenta di informare Roberto, ma lui, impegnato nelle indagini sul rosario usato dal serial killer, è irreperibile, quindi Angela si muove per aiutare la moglie del sindaco. Roberto scopre che l'assassino uccide per salvare un'anima  e poi viene contattato da Suor Serafina,  ( che in tasca ha un rosario simile a quello del assassino) preoccupata per Angela.
Lei si è recata a casa del sindaco, ma lui l'ha tramortita e tenta di ucciderla con un'overdose. Roberto arriva in tempo per salvarla, allertato anche dalla moglie del sindaco, che viene arrestato.
In commissariato Maselli fa di tutto per difenderlo, mentre Angela viene portata in gravi condizioni all'ospedale e vegliata da Roberto. Proprio mentre il prete le sta dando l'estrema unzione, lei si risveglia.
Fiorenza fa nascondere Angela a casa sua, mentre Roberto scopre che suo marito non è morto, ma l'ha lasciata per un'altra donna. E scopre che la figlia di suor Serafina si e suicidata sotto gli effetti di un acido ,  Intanto Angela vede un ritratto di Tomás de Torquemada, un inquisitore,  e ricorda di averlo visto in un edificio pericolante qualche tempo prima e vi si reca, scoprendo che è proprio il rifugio del killer, che la tramortisce.
Ignaro di tutto, Roberto assiste a una lite tra Christian Gianzi e Luisa Forlei, in cui lui sembra impugnare un pugnale. Recatosi a casa dell'uomo, Parisi lo trova morto e capisce chi sia davvero il serial killer. Recatosi a casa Forlei, scopre che la madre di Luisa era morta suicida a causa di una forte depressione  e la figlia non lo aveva mai accettato, mentre Angela si trova faccia a faccia con l'assassino, che è proprio Luisa. Mentre in commissariato Capecci e Maselli vengono arrestati, Luisa racconta tutta la sua storia ad Angela. Racconta che per fare entrare l'anima di sua madre in paradiso Dio le affidò il compito di uccidere sei anime peccatrici per purificarle e Roberto arriva per salvarla. Dopo una colluttazione, Angela uccide Luisa.
Qualche tempo dopo, Angela rientra in polizia e Roberto sta per partire per tornare a Londra, ma solo dopo aver baciato Angela e averle detto di aver bisogno di un po' di tempo. Lungo la strada, il poliziotto capisce che Suor Serafina ha sempre saputo tutto, ma non ha mai detto nulla perché comprendeva il tormento di Luisa. La monaca ammette la sua colpa perché voleva che anche sua figlia entrasse in grazia di Dio ,  Parisi non l'arresta per complicità ma la fa vivere con l'eterno rimorso.  L'episodio si conclude con la dichiarazione di Luisa post mortem dove afferma di aver agito come un angelo e quindi di non sentirsi in colpa.

## Musiche
I titoli dei brani di Paolo Vivaldi presenti nella fiction:
- Viso d'angelo
- Il dolore di Angela
- Inseguimento di Rubes
- L'ultimo saluto di Angela
- Misteri nella chiesa